# Taktabáj
Taktabáj (ehemals Báj) ist eine ungarische Gemeinde im Kreis Tokaj im Komitat Borsod-Abaúj-Zemplén.

## Geografische Lage
Taktabáj liegt in Nordungarn, 47 Kilometer östlich des Komitatssitzes Miskolc. Nachbargemeinden sind Prügy und Csobaj. Die nächste Stadt Tokaj befindet sich 10 Kilometer nordöstlich von Taktabáj.

## Geschichte
Der Ort wurde 1446 unter dem Namen Báj schriftlich erwähnt. Bis 1948 gehörte er zum Komitat Szabolcs, danach zum Komitat Borsod-Abaúj-Zemplén und bekam 1953 seinen heutigen Namen. 1970 bildete Taktabáj mit dem benachbarten Csobaj eine Verwaltungseinheit, ist seit 1991 jedoch wieder eine eigenständige Gemeinde.

## Sehenswürdigkeiten
- Reformierte Kirche, erbaut 1782–1783. In der Kirche befinden sich Wandmalereien in Stile des Rokoko.
- Schloss Patay (Patay-kastély)

## Verkehr
In Taktabáj treffen die die Landstraßen Nr. 3619 und Nr. 3621 aufeinander. Der nächstgelegene Bahnhof befindet sich in Tokaj.